# Idrissa Traoré (Fußballspieler, 1943)
Idrissa Traoré (Spitzname: Saboteur; * 24. Dezember 1943 in Gaoua, Burkina Faso; † 3. Dezember 2023) war ein Fußballtrainer aus dem westafrikanischen Staat Burkina Faso.
Von 1964 bis 1970 war er Nationalspieler des damals noch Obervolta genannten Landes. Er erlangte seine A-Lizenz an der Sportschule in Köln und den Doktorgrad der Rechtswissenschaften an der Universität Montpellier in Frankreich. Er trainierte Mannschaften in diversen afrikanischen Ländern und wurde 2002 Afrikas Trainer des Jahres.
Er war ab dem 1. Juli 2006 Trainer der Nationalmannschaft seines Landes.